# Deinopis guineensis
Deinopis guineensis là một loài nhện trong họ Deinopidae.
Loài này thuộc chi Deinopis. Deinopis guineensis được miêu tả năm 1940 bởi Lucien Berland & Millot.